# Pokémon: Le origini
Pokémon: Le origini (ポケットモンスター THE ORIGIN?, Pocket Monsters: The Origin) è uno special televisivo anime ambientato nel mondo immaginario dei Pokémon. A differenza della serie televisiva, Pokémon: Le origini presenta personaggi e situazioni tratti direttamente dai videogiochi Pokémon Rosso e Blu e si mantiene più fedele alle meccaniche di gioco e alla storia dei videogame. Lo speciale, composto da quattro episodi, è stato prodotto da Oriental Light and Magic, Production I.G e Xebec e trasmesso in Giappone il 2 ottobre 2013 su TV Tokyo.
La serie è stata resa disponibile anche in diverse lingue, tra cui l'italiano, sulla web TV TV Pokémon a partire dal 15 novembre fino al 2 dicembre 2013. Il 30 gennaio 2014, l'anime è stato incluso nella piattaforma multimediale Hulu.

## Episodi
| Nº | Titolo italiano Giapponese 「Kanji」 - Rōmaji | In onda        | In onda          |
| Nº | Titolo italiano Giapponese 「Kanji」 - Rōmaji | Giapponese     | Italiano         |
| 1  | Rosso 「レッド」 - Red | 2 ottobre 2013 | 15 novembre 2013 |
| 1  | Rosso viene convocato dal Professor Oak e, recandosi al laboratorio dello studioso, incontra il suo amico-rivale di sempre Blu. Ad entrambi Oak affida un Pokédex e un Pokémon iniziale: Rosso sceglie Charmander, mentre Blu opta per Squirtle. Dopo aver catturato alcuni Pokémon selvatici, Rosso si dirige verso Smeraldopoli, ma incontra Blu. Dopo uno scontro in cui il suo Charmander ha la peggio, l'allenatore incontra un ragazzo che gli suggerisce di recarsi nel più vicino Centro Pokémon e di provare la sua fortuna in una palestra. Durante la visita al museo di Plumbeopoli, Rosso decide di affrontare il capopalestra Brock, che si scopre essere l'allenatore incontrato in precedenza. Nello scontro, Brock utilizza Geodude, che viene sconfitto da Nidoran♂, e Onix. Quest'ultimo manda knock-out tutti i Pokémon di Rosso eccetto Charmander, che riesce a sconfiggerlo grazie alla mossa Millebave, usata in precedenza da Metapod. Rosso ottiene quindi la Medaglia Sasso e la Macchina Tecnica 34, contenente Pazienza. |                |                  |
| 2  | Cubone 「カラカラ」 - Karakara | 2 ottobre 2013 | 18 novembre 2013 |
| 2  | Dopo aver sconfitto Brock, Rosso ottiene un fossile a Monte Luna e incontra un membro del Team Rocket. Riesce inoltre a sconfiggere i capipalestra Misty e Lt. Surge, ottenendo rispettivamente la Medaglia Cascata e la Medaglia Tuono. Tra gli strumenti in suo possesso figurano l'MN 01, l'Amo Vecchio e la Bicicletta. Raggiunto il Centro Pokémon di Lavandonia, Rosso è spinto a visitare la Torre Pokémon, ma l'infermiera gli suggerisce di recarsi al rifugio per Pokémon di Mr. Fuji. Lì apprende la storia di un cucciolo di Cubone orfano e scopre che il Team Rocket ha preso possesso della torre, in cui sembra vivere un fantasma. Blu decide di anticipare le mosse di Rosso, ma alla vista dello spettro, fugge a gambe levate, scontrandosi con il rivale che stava salendo. Rosso schiera il suo Charmeleon e, grazie alla Spettrosonda sottratta da Blu ad uno dei membri dell'organizzazione criminale, riesce a capire che lo spettro è in realtà Marowak, la madre di Cubone. Con l'aiuto di Cubone, Rosso mette in fuga il Team Rocket e salva Mr. Fuji che decide di donargli un Poké Flauto e due misteriose sfere. |                |                  |
| 3  | Giovanni 「サカキ」 - Sakaki | 2 ottobre 2013 | 20 novembre 2013 |
| 3  | Superata Lavandonia, Rosso sconfigge Erika, Koga e affronta Giovanni. Il suo Pokémon si evolve in Charizard prima di raggiungere Zafferanopoli. Qui scopre cosa sta succedendo nella sede dalla Silph SpA: il Team Rocket ha occupato l'edificio e tiene sotto ostaggio Pokémon e scienziati nel tentativo di sviluppare la Master Ball. Rosso irrompe nell'edificio, libera gli occupanti ma non riesce ad assicurare Giovanni alla giustizia. Sempre a Zafferanopoli, l'allenatore sconfigge la capopalestra Sabrina e in seguito, con il Lapras ottenuto da uno degli scienziati della Silph, si reca sull'Isola Cannella dove visita la Villa Pokémon e riceve da Blaine la Medaglia Vulcano. A Smeraldopoli Rosso incontra nuovamente Blu che ha già conquistato la Medaglia Terra del capopalestra più forte della regione. L'allenatore riesce ad accedere nella palestra dove scopre che il capopalestra di tipo Terra è Giovanni. Nonostante riesca a sconfiggere il Rhyhorn avversario, Rosso si ritrova in svantaggio, con il solo Charizard, nell'incontro con l'ultimo Pokémon di Giovanni, Rhydon. Infine Charizard manda al tappeto il Pokémon del capopalestra, ma Rosso rifiuta di accettare una medaglia dal leader del Team Rocket. Giovanni scioglie quindi l'organizzazione per consegnare a Rosso il lasciapassare per la Lega Pokémon di Kanto.             |                |                  |
| 4  | Charizard 「リザードン」 - Lizardon | 2 ottobre 2013 | 22 novembre 2013 |
| 4  | Rosso supera la Via Vittoria e si ritrova a combattere i Superquattro sull'Altopiano Blu. Dopo aver sconfitto Lance, quest'ultimo vorrebbe proclamarlo Campione, ma gli annuncia che Blu lo ha anticipato e che, per ottenere il titolo, dovrà sconfiggerlo. Nonostante la debolezza del tipo, Charizard riesce a superare Blastoise, permettendo a Rosso e ai suoi Pokémon di entrare nella Sala d'onore. Una volta divenuto Campione, Rosso continua a catturare Pokémon nella regione, tra cui i Pokémon leggendari Articuno, Zapdos e Moltres, ma quando si reca dal Professor Oak per annunciargli di aver completato il Pokédex, scopre che Blu è stato attaccato da un Pokémon non presente tra i 149 catturati. Rosso decide quindi di recarsi nella Grotta Celeste per catturare Mewtwo, il Pokémon di cui parlavano i diari trovati nella Villa Pokémon. Il Pokémon leggendario resiste però con facilità agli attacchi dei Pokémon di Rosso, scaraventando l'allenatore e il suo Charizard in acqua. Quest'ultimo, deciso a non arrendersi, si megaevolve in MegaCharizard X, permettendo a Rosso di catturare Mewtwo e completare il Pokédex. Nell'epilogo, il Professor Oak si complimenta con Rosso e Blu per il lavoro svolto, quando Rosso scorge nella finestra alle sue spalle il Pokémon leggendario Mew e si lancia all'inseguimento per provare a catturarlo. |                |                  |